# Leiben
Leiben est une commune autrichienne du district de Melk en Basse-Autriche.